# Cajun Roosters
Die Cajun Roosters sind eine deutsche Cajun-Band. Die Gruppe ging aus den Cajun Pioneers hervor, die traditionelle Cajun- & Zydeco-Musik spielten, wie sie im Cajun Country im Südwesten des Staates Louisiana, USA populär ist.

## Cajun Pioneers
Die Cajun Pioneers wurden 1998 von Luitger Fräger gegründet. Weitere Bandmitglieder waren Hartmut Hegewald, Klaus Warler, und Olaf Markewitz. Luitger Fräger, Gründungsmitglied der Band The Ace Cats kam am 11. Februar 2005 bei einem Verkehrsunfall ums Leben.

## Cajun Roosters
Hegewald, Warler und Bentele formierten nach Frägers Tod zusammen mit dem Akkordeonisten Chris Hall (von R. Cajun & the Zydecobrothers, The Bearcat, Zydecomotion, Breaux) und Schlagzeuger Sam Murray (beide aus Großbritannien) die Cajun Roosters. Die Band ist europaweit auf Festivals unterwegs und veröffentlichte 2006 ihr Album Crank It Up, für das sie im August 2007 bei den CFMA-Awards in Lafayette die Auszeichnung „Prix dehors de nous“ für eine nicht aus Louisiana stammende Cajun-Band erhielt. Im November 2008 erschien das Album Double Shot. Ende 2009 verließ Klaus Warler die Band, und die Schottin Hazel Scott ist seitdem als Sängerin und Gitarristin Mitglied der Band. Schlagzeuger Sam Murray verließ aus gesundheitlichen Gründen im April 2012 die Band. Am Schlagzeug sitzt seitdem der Franzose Antoine Fève. Im Dezember 2012 trat die Band in Sumatra (Indonesien) auf dem Sawahlunto World Music Festival auf. Geiger Hartmut Hegewald verließ im Frühjahr 2013 die Band. Seitdem spielt der Belgier David Buyle die Fiddle.

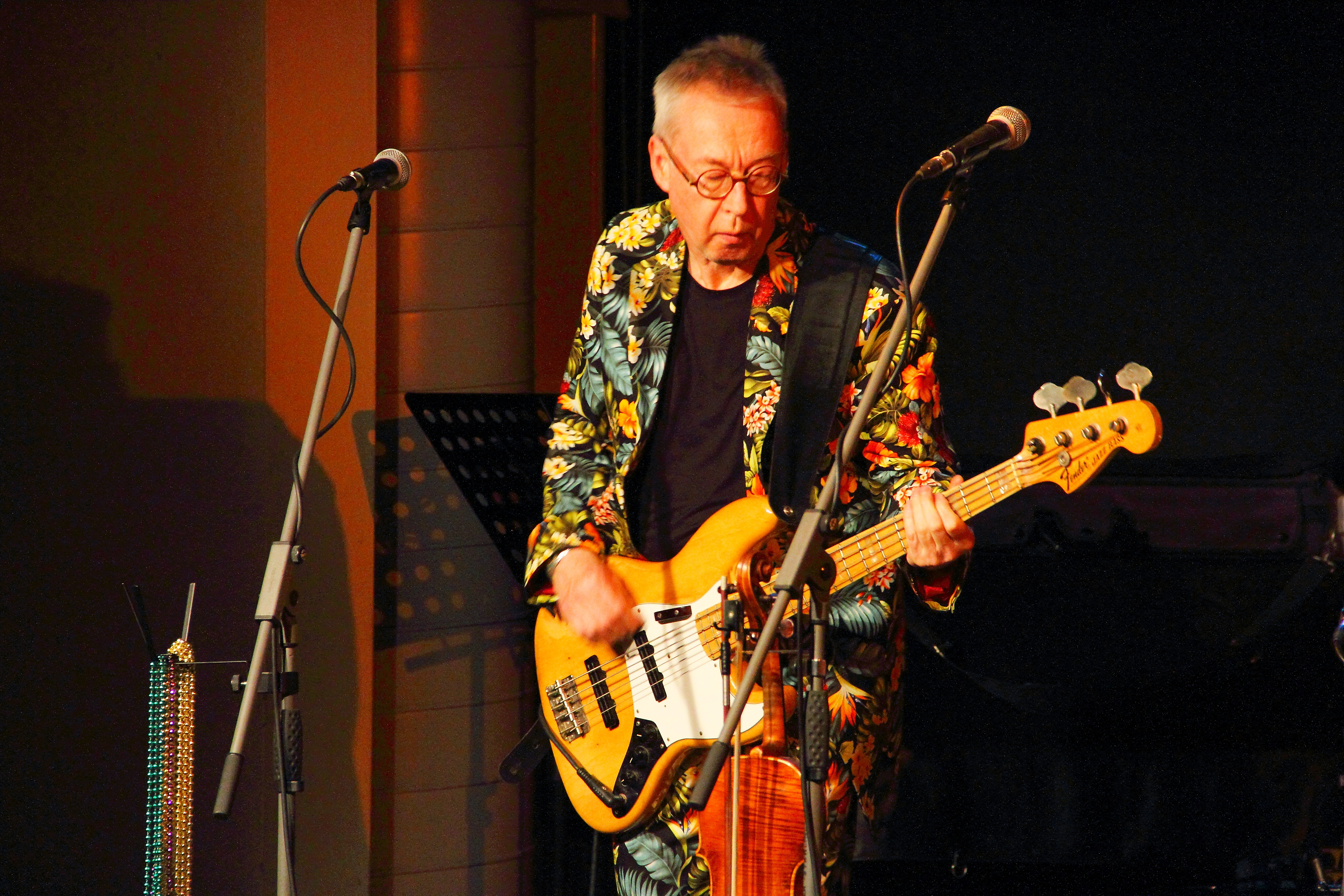
Michael Bentele
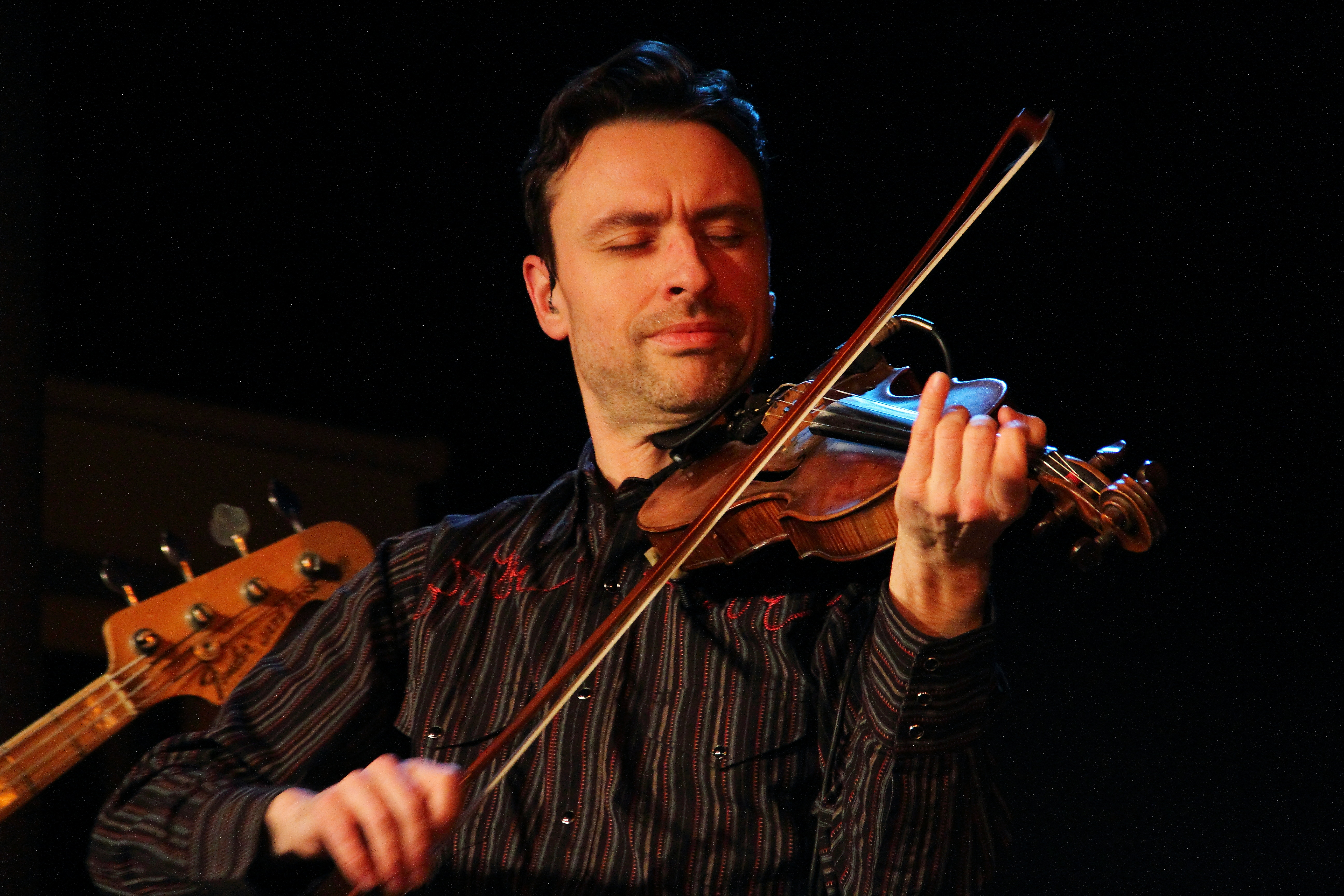
David Buyle
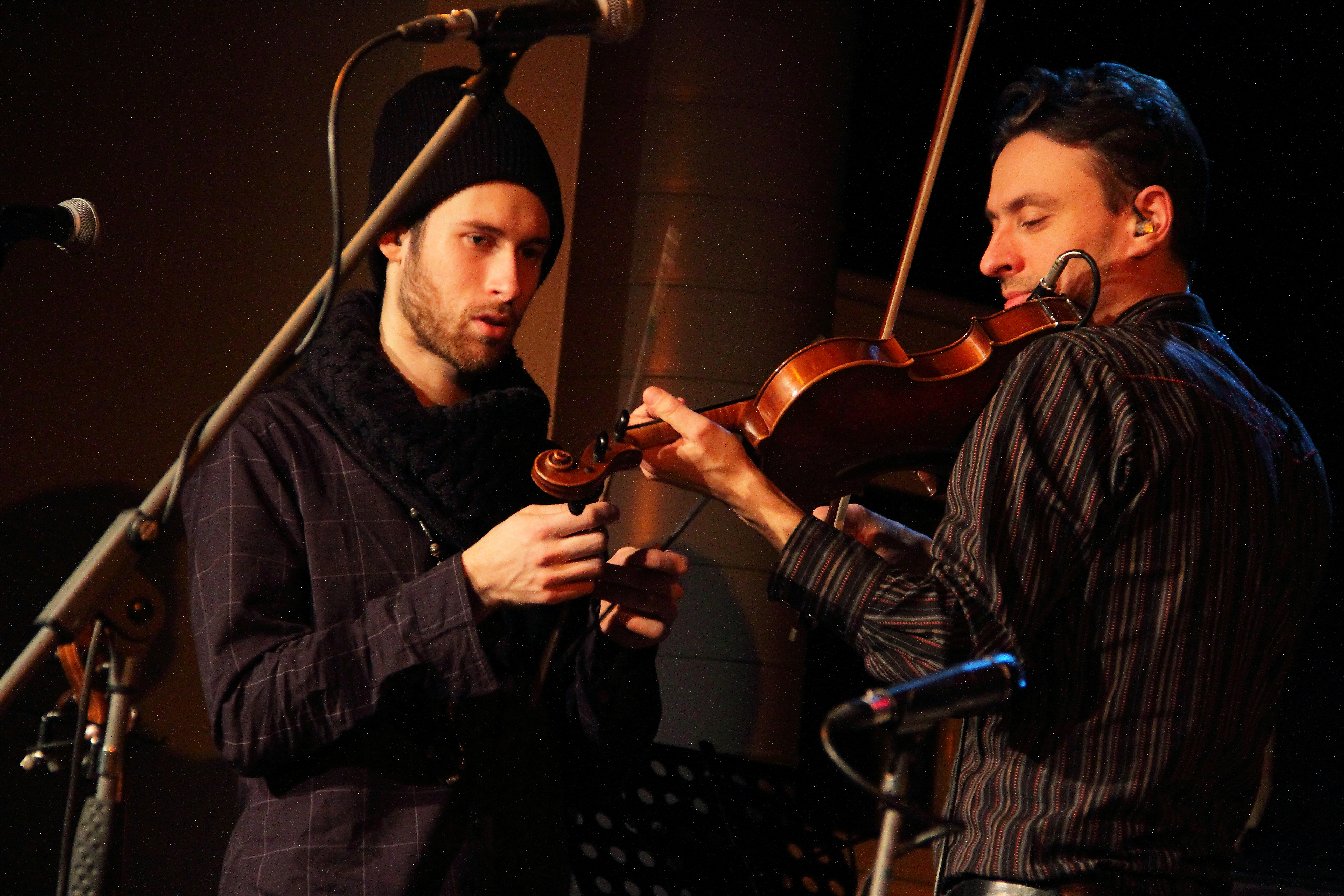
Antoine Fève & David Buyle
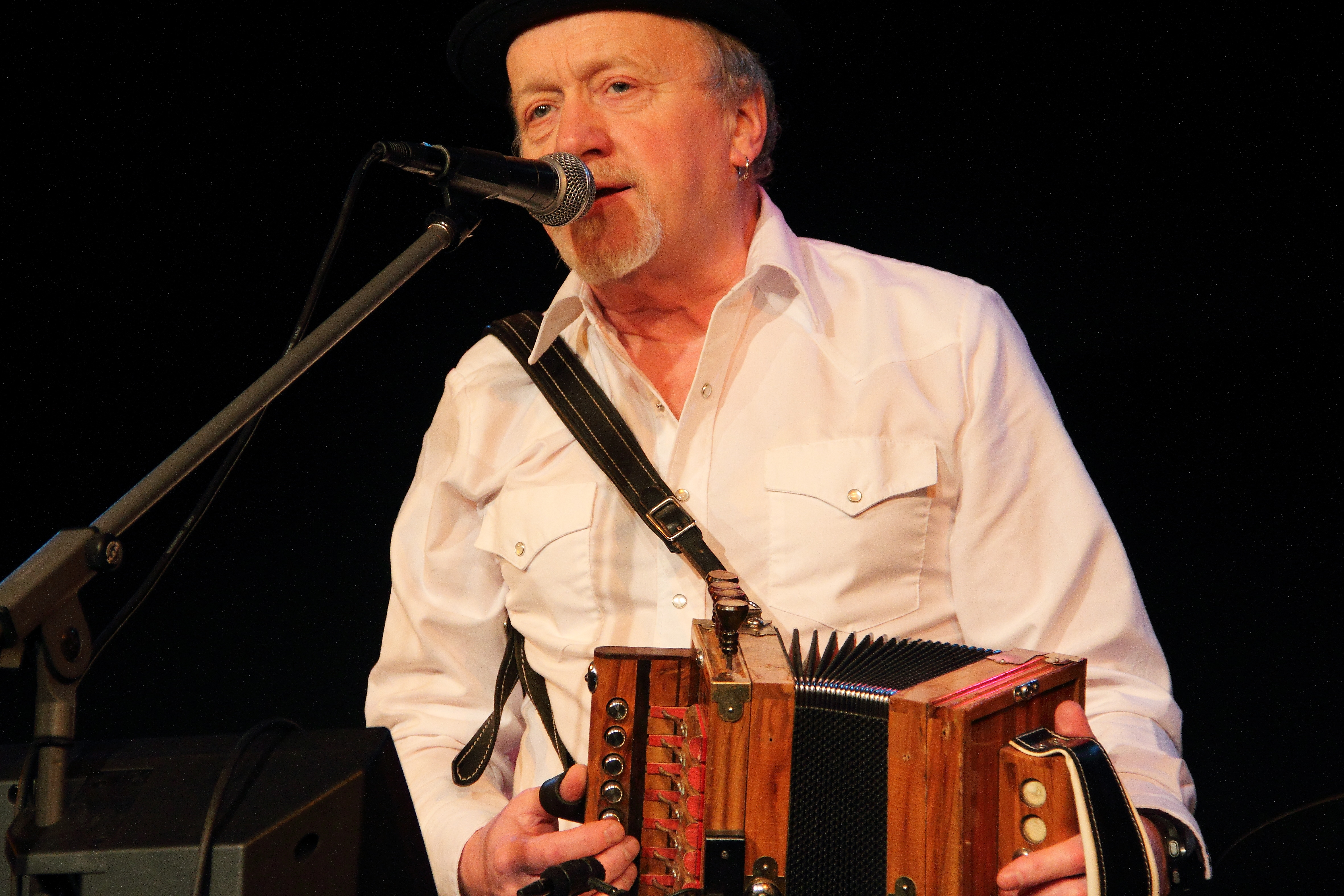
Chris Hall
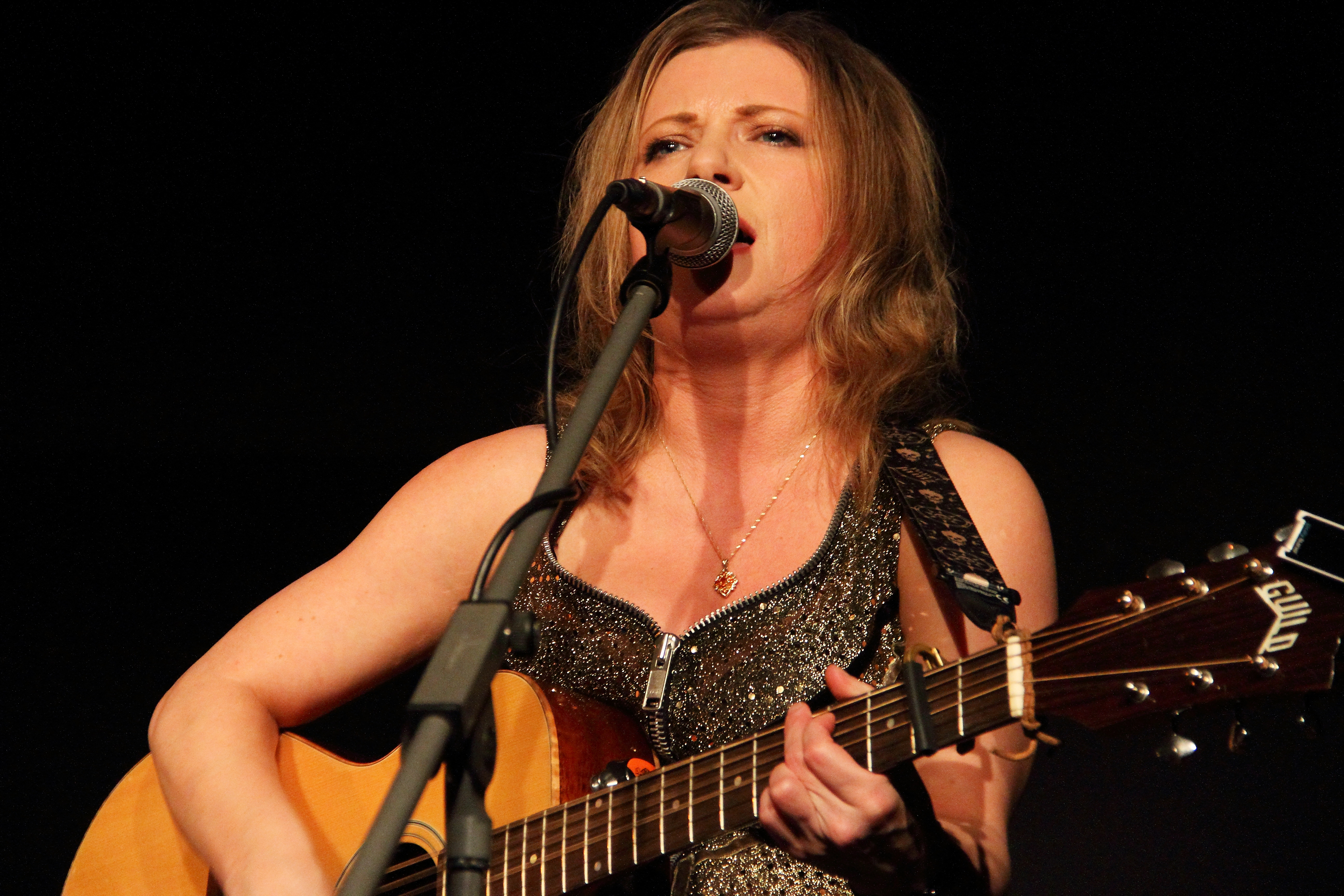
Hazel Scott

## Diskografie
| Cajun Pioneers - Good Rockin’ Louisiana Cajun Music (1999) - Jolie Blonde (2001) - Tante Na Na (2003) | Cajun Roosters - Crank It Up (2006) - from the swamps and bayous of Louisiana (Cajun Roosters3, 2008) - Double Shot (2008) - Toot Toot (Cajun Roosters feat. Dwayne Dopsie) (2009) - okra and a pepper (2011) - songs of death, divorce, drinking and dancing (Cajun Roosters & friends, 2011) - Hell Yeah! (2013) |